# Andrew Gregg
Andrew Gregg (Carlisle, 1755. június 10. – Bellefonte, 1835. május 20.) az Amerikai Egyesült Államok szenátora (Pennsylvania, 1807–1813).